# Enrique V (película de 1989)
Enrique V es una película británica de 1989, dirigida y protagonizada por Kenneth Branagh, basada en la obra homónima de William Shakespeare. Galardonada con varios premios cinematográficos internacionales, esta película narra la famosa batalla de Azincourt.

## Argumento
Enrique V de Inglaterra (Kenneth Branagh) fue un brillante guerrero y estratega. Desde muy pequeño tuvo oportunidad de demostrar sus dotes militares. Consolidado el poder real tras la muerte de su padre, el principal objetivo de Enrique V fue recuperar territorios franceses que a Inglaterra les correspondían en virtud de derechos sucesorios surgidos del matrimonio entre Leonor de Aquitania y Enrique II de Inglaterra (siglo XII). Con este objetivo Enrique V reúne un consejo extraordinario de la nobleza. Durante la sesión, arriban a la sala dos emisarios franceses, los cuales ofenden gravemente al rey inglés. Estos hechos, unidos al convencimiento propio de que las posesiones francesas le pertenecen, desencadenan la guerra por parte de Inglaterra. Antes de embarcar a Francia descubre una terrible traición.

## Reparto
| Actor                   | Personaje                        | Notas                                                                                       |
| ----------------------- | -------------------------------- | ------------------------------------------------------------------------------------------- |
| Derek Jacobi            | Chorus                           |                                                                                             |
| Kenneth Branagh         | Enrique V                        |                                                                                             |
| James Larkin            | Duque de Bedford                 |                                                                                             |
| Simon Shepherd          | Duque de Gloucester              |                                                                                             |
| Brian Blessed           | Duque de Exeter                  |                                                                                             |
| James Simmons           | Duque de York                    |                                                                                             |
| Charles Kay             | Arzobispo de Canterbury          |                                                                                             |
| Alec McCowen            | Obispo de Ely                    |                                                                                             |
| Paul Gregory            | Earl de Westmorland              |                                                                                             |
| Nicholas Ferguson       | Earl de Warwick                  |                                                                                             |
| Tom Whitehouse          | John Talbot                      |                                                                                             |
| Fabian Cartwright       | Earl de Cambridge                |                                                                                             |
| Stephen Simms           | Lord Scroop                      |                                                                                             |
| Jay Villiers            | Sir Thomas Grey                  |                                                                                             |
| Edward Jewesbury        | Sir Thomas Erpingham             | Oficial en el ejército de Enrique                                                           |
| Daniel Webb             | Gower                            | Oficial inglés en el ejército de Enrique                                                    |
| Ian Holm                | Fluellen                         | Oficial galés en el ejército de Enrique                                                     |
| Jimmy Yuill             | Jamy                             | Oficial escocés en el ejército de Enrique                                                   |
| John Sessions           | Macmorris                        | Oficial irlandés en el ejército de Enrique                                                  |
| Shaun Predergast        | Bates                            | Soldado en el ejército de Enrique                                                           |
| Pat Doyle               | Court                            | Soldado en el ejército de Enrique                                                           |
| Michael Williams        | Michael Williams                 | Soldado en el ejército de Enrique                                                           |
| Christian Bale          | Robin                            | Maletero                                                                                    |
| Robbie Coltrane         | Sir John Falstaff                | Antiguo amigo del rey                                                                       |
| Richard Briers          | Bardolph                         | Antiguo amigo del rey y teniente en su ejército                                             |
| Geoffrey Hutchings      | Nym                              | Antiguo amigo del rey y cabo en su ejército                                                 |
| Robert Stephens         | Pistol                           | Antiguo amigo del rey y su abanderado (utilizando el viejo título "antiguo") en su ejército |
| Judi Dench              | Amante Quickly                   | Una posadera                                                                                |
| Paul Scofield           | Carlos VI, rey de Francia        |                                                                                             |
| Michael Maloney         | el Delfín                        |                                                                                             |
| Richard Clifford        | Carlos, duque de Orléans         |                                                                                             |
| Nigel Greaves           | Duque de Berry                   |                                                                                             |
| Julian Gartside         | Duque de Bretaña                 |                                                                                             |
| Harold Innocent         | Duque de Borgoña                 |                                                                                             |
| Richard Easton          | Condestable de Francia           |                                                                                             |
| Colin Hurley            | Grandpré, un lord francés        |                                                                                             |
| Emma Thompson           | Catalina, hija del rey Carlos VI |                                                                                             |
| Geraldine McEwan        | Alice                            | Dama atendiendo a Catalina                                                                  |
| David Lloyd Meredith    | Gobernador de Harfleur           |                                                                                             |
| Christopher Ravenscroft | Montjoy                          | Heraldo francés                                                                             |
| David Parfitt           | Mensajero                        |                                                                                             |

## Premios
- Premio Óscar 1990: al mejor diseño de vestuario (Phyllis Dalton)
- Premio BAFTA 1990: al mejor director
- Premio CFCA Award 1990: a la mejor película extranjera
- Premio European Film Award 1990: al mejor director, a la mejor película, y a la mejor película juvenil (Kenneth Branagh)
- Premio NYFCC Award 1989: al mejor director incipiente
- Premios Sant Jordi de Cine 1991: al mejor actor extranjero (Kenneth Branagh)
- Premio National Board of Review Award 1989: al mejor director
- Premio Evening Standard British Film Award 1990: a la mejor película.